# Conisania bovina
Conisania bovina är en fjärilsart som beskrevs av Otto Staudinger 1888. Conisania bovina ingår i släktet Conisania och familjen nattflyn. Inga underarter finns listade i Catalogue of Life.